# Joel Hasse Ferreira
Joel Hasse Ferreira (n. 13 iulie 1944, Lisabona, Portugalia – d. 18 martie 2022, Lisabona, Portugalia) a fost un om politic portughez, membru al Parlamentului European în perioada 2004-2009 din partea Portugaliei.